# Кирха в Новосёлках прихода Каприо
Кирха в Новосёлках прихода Каприо — лютеранская церковь в деревне Новосёлки Ломоносовского района, бывший центр прихода Каприо (фин. Kaprio) Евангелическо-лютеранской церкви Ингрии.

## История
Приход Каприо был образован в 1585 году и являлся старейшим временным приходом Ингерманландии.
Первая приходская кирха была построена в 1620 году для шведского гарнизона крепости Копорье.
Во время шведского правления к приходу Каприо были причтены ещё два капельных прихода: Хеваа (фин. Hevaa) и Клопица (фин. Klopitsa).
После окончания Северной войны к приходу Каприо был присоединён капельный приход Сойккола (фин. Soikkola).
В 1638 году, находясь в приходе Каприо, наместник Ингерманландии Бенгт Бенгтсон Оксеншерна утвердил свод правил для лютеранских приходов, разъяснявший обязанности духовенства их денежное содержание и церковную дисциплину. Для многих приходов этот устав продолжал действовать до 30-х годов XIX века.
В 1766 году в деревне Новосёлки, близ села Копорье, была построена деревянная приходская кирха, на месте, где до неё стояли две предыдущие церкви, время постройки которых неизвестно.
В 1860 году кроме финских прихожан в Каприо числилось 22 немца и 13 эстонцев.
В 1865 году приход насчитывал 1384 человека. Приход входил в Западно-Ингерманландское пробство.
В 1876 году кирха была отремонтирована на средства, выделенные кассой взаимопомощи. В том же году в приходе открылась воскресная школа, преподавал в ней настоятель Николай Сонни.
В 1904 году в приходе числилось 75 немцев и около 400 эстонцев. Богослужения велись на финском языке по воскресным и праздничным дням, а также от 12 до 15 раз в год на эстонском и 1-2 раза в год на немецком языках.
В 1917 году в приходе было 1830 человек.
В 1929 году кирха была закрыта, а в её здании организована столярная мастерская.
К приходу Каприо был также приписан немецко-финско-эстонский молитвенный дом в старинной, известной с 1590 года деревне Ойя (Ручьи). Богослужения в нём проводились 12 раз в год на финском, 8-10 раз на эстонском и 2-3 раза на немецком языках. После 1917 года молитвенный дом был преобразован в церковь. В Ручьях существовала финская начальная школа. В 1929 году в деревне был организован колхоз «Труд». В январе 1931 года местная кирха была закрыта. Сейчас на территории города Сосновый Бор.
В 1940 году кирха в Новосёлках сгорела.

## Прихожане
Приход Каприо (фин. Kaprio) включал в себя 64 деревни:

Ананьино, Большая Капорка, Большое Райково, Варпаала, Верхние Лужки, Воронино, Воронкино, Гатобужи, Головкино, Гора-Валдай, Гостилово, Долгово, Жирково, Заболотье, Ильмово, Иципино, Керново, Клаворица, Климотино, Коваши, мыза Коваши, Козлово, Копорье, Кастивское, Куммолово, Ласуны, Ламоха, Лендовщина, Липово, Ломоносово, Малая Капорка, Малое Райково, Маклаково, Мартынова, Мийнала, Мордовщина, Мышкино, Нахково, Нижние Лужки, Новосёлки, Новое Калище, Перелесье, Перекюля, Подмошье, Порожки, Пулково, Радушево, Ракопежи, Рудица, Рукулицы, Ручьи, Савольшина, Систо-Палкино, Собино, Средние Лужки, Среднее Райково, Старые Калищи, Сюрье, Урмизно, Тентелева, Шейкино, Шепелёво, Шишкино, Юрьево.

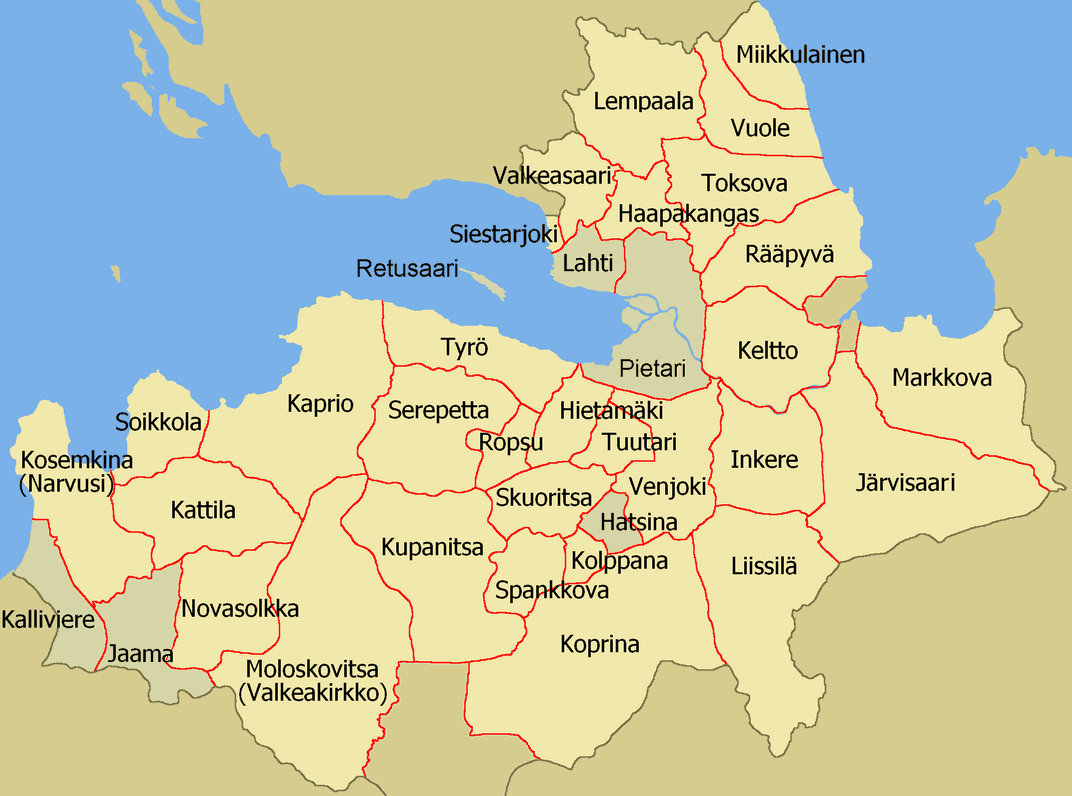
Карта приходов Церкви Ингрии (1930-е годы)

Изменение численности населения прихода Каприо с 1842 по 1917 год:

## Духовенство
| Настоятели прихода | Настоятели прихода                      |
| Даты               | Пастор                                  |
| ------------------ | --------------------------------------- |
| 1590—?             | Олоф                                    |
| 1628               | Самуэль Мартини                         |
| 1638—1648          | Абрахам Йорданус                        |
| 1672               | Маркус                                  |
| 1678—1708          | Йоханнес Шютц (настоятель)              |
| 1701—1704          | Йоханнес Мелартопаеус (капеллан)        |
| 1715—1716          | Йоханнес Шютц (настоятель)              |
| 1743†              | Йохан Люра (пастор)                     |
| 1744—1771†         | Бальтазар Видеман (настоятель)          |
| 1771—1780†         | Йохан Бернхард Мунстер (настоятель)     |
| 1777—1778          | Хенрик Линдстрём (адъюнкт)              |
| 1781—1802          | Карл Хенрик Пасселберг (настоятель)     |
| 1802—1807†         | Густав Линд (настоятель)                |
| 1807—1862          | Йохан Вирен (и.о. пастора, пастор)      |
| 1862—1874          | Отто Рейнхольд Стренг (адъюнкт, пастор) |
| 1866               | Карл Адольф Эдвард Винтер (адъюнкт)     |
| 1874—1885          | Николай Вилхелм Сонни (настоятель)      |
| 1886—1889          | Карл Аксель Адемар Коски (настоятель)   |
| 1889—1890          | Эдуард Леопольд Юргенсен (и.о. пастора) |
| 1890—1893          | Йохан Эдвард Швиндт (и.о. пастора)      |
| 1893—1906          | Юхо Варонен (настоятель)                |
| 1906—1907          | Карл Смедс (и.о. пастора)               |
| 1907—1909          | Абель Фабиан Раунио (настоятель)        |
| 1909—1911          | Яакко Николай Тиайнен (настоятель)      |
| 1911—1918          | Алексантери Вехнияйнен (и.о. пастора)   |
| 1913—1916          | Виктор Армас Аавикко (и.о. пастора)     |
| 1919               | Виктор Армас Аавикко (и.о. пастора)     |
| 1920—1924          | Алексантери Корпелайнен                 |
| 1924—1927          | Николай Вихолайнен                      |

Пасторы капельного прихода Хеваа: Зигфриди Петрус (1640—1648), Маркус Николаи Монтанус (1661—1673), Андреас Симонис Кекслер (1673—1703).
Пасторы капельного прихода Клопица: Симон Бартольди (1628—1661), Андреас Бартольди Белтериус (1661—1689), Каролус Мартини Бреннерус (1689—1703).

## Фото

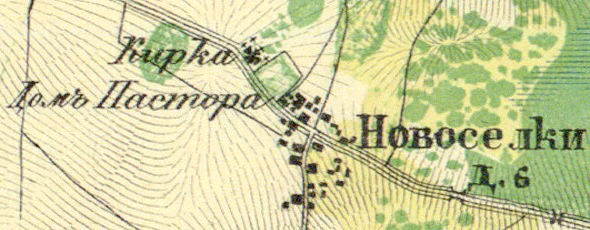
Кирха прихода Каприо на карте 1860 года
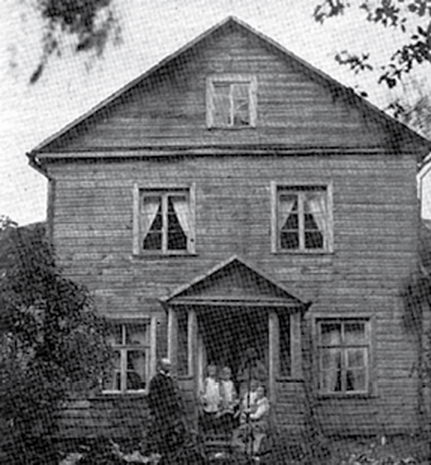
Пасторат прихода Каприо
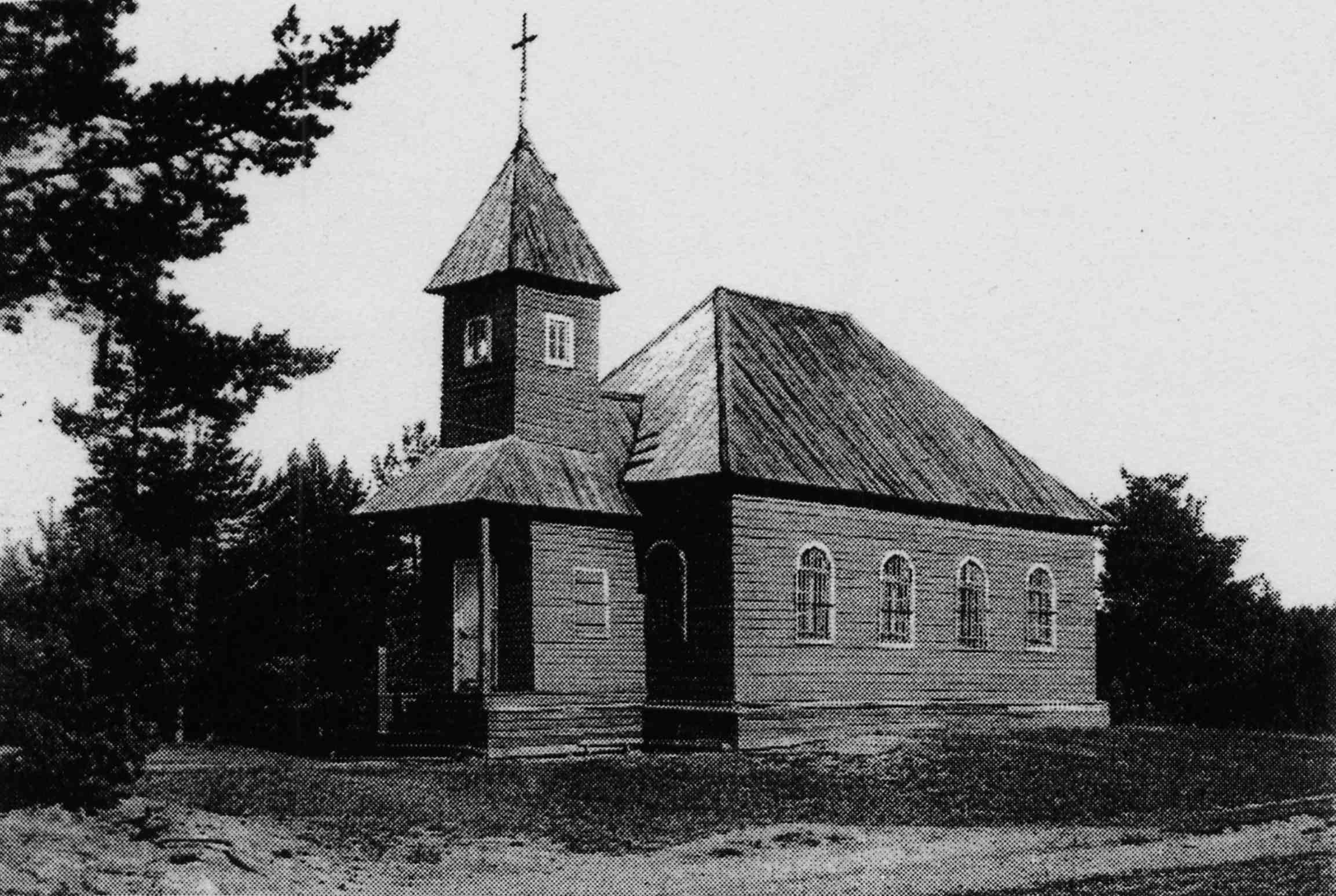
Молитвенный дом в деревне Ручьи. 1911 год
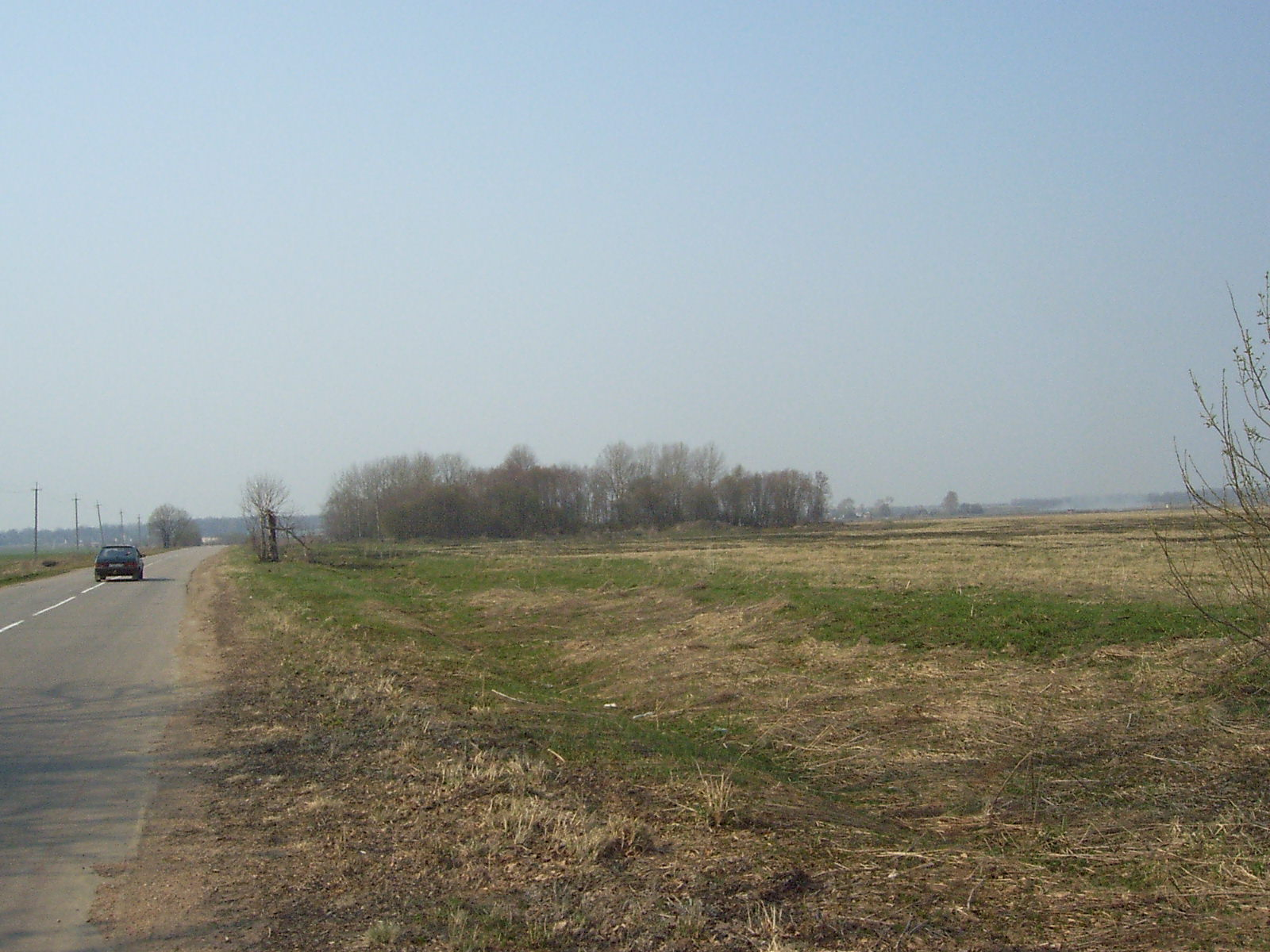
Место, где была расположена приходская кирха